# Обстріли Шалигинської селищної громади
Обстріли Шалигинської селищної громади — серія обстрілів та авіаударів російськими військами території селища Шалигине та населених пунктів Шалигинської селищної територіальної громади Шосткинського (колишнього Глухівського району) Сумської області в ході повномасштабного російського вторгнення в Україну.
Наказом Міністерства з питань реінтеграції тимчасово окупованих територій України територія громади з 24 травня 2022 року була внесена до оновленого переліку територій України, де тривають бойові дії, або які перебувають в окупації російських військ. Жителям громади, зареєстрованим як внутрішньо переміщені особи (ВПО), здійснюватимуться виплати.

## Історія

### 2022

#### 3 травня
О 18:10 військові РФ зі своєї території, за інформацією Державної прикордонної служби України, здійснили вісім обстріли околиць селища Шалигине з реактивної системи залпового вогню.

#### 16 травня
З 9:20 по 9:40, за інформацією оперативного командування "Північ" було зафіксовано чотири вибухи в бік селища Шалигине.

#### 24 травня
Близько 19:55 два російські літаки завдали шести ракетних ударів по території Шалигінської громади. Інформацію про це підтвердила Державна прикордонна служба України. Як повідомило оперативне командування "Північ", два літаки СУ вилетіли з території РФ. Один з них випустив дві ракети в районі села Гудове та чотири — в районі околиць селища Шалигине. Втрат серед особового складу та техніки не було. Про втрати, поранення серед місцевого населення чи пошкодження цивільної інфраструктури інформації також не було.

#### 1 червня
Близько 13:30 1 червня було здійснено ракетний удар з літака по території Шалигинської громади. Попередньо, як повідомив голова обласної військової адміністрації Дмитро Живицький, було випущено 6 ракет. Даних по руйнування та жертвам також не було. В оперативному командуванні "Північ" повідомили, що спостерігачі зафіксували, за шумом двигуна, два реактивних літаки, які вздовж кордону України з РФ здійснили близько 6 запусків ракет в напрямку села Гудове, в поле.

#### 3 червня
У ніч з 2 на 3 червня Росія завдала ракетного удару по об’єктах цивільної інфраструктури в районі села Гудового, повідомив Генеральний штаб ЗСУ. Також ворог обстріляв у районі села Ходине.
В обід 3 червня обстріл відновився 8 вибухів зафіксували на напрямку села Старикове. Обстріл вівся з міномета. Також було п’ять вибухів на напрямку Шалигиного, повідомили в ОК “Північ”. Втрат серед особового складу та техніки не було. Про втрати серед місцевого населення чи пошкодження цивільної інфраструктури також інформації не було.

#### 4 червня
Приблизно о 12:04 російський реактивний літак здійснив близько 6 запусків ракет у напрямку села Гудове Шосткинського району. Втрат серед особового складу та техніки не було, повідомили в ОК “Північ”. Інформацію щодо жертв серед місцевого населення та руйнування також не було.
Пізніше російська армія обстріляла з артилерії села Старикове та Катеринівка Шосткинського району. Про це повідомили у вечірньому зведенні Генштабу ЗСУ.

#### 6 червня
Після 14 години росіяни зі своєї сторони відкрили вогонь з мінометів по території Шалигинської громади. За інформацією голови Сумської ОВА Дмитра Живицького було зафіксовано близько 30 прильотів.

#### 8 червня
З 21:00 до 21:15 було зафіксовано 14 вибухів на напрямку с. Катеринівка Сумської області (попередньо обстріл вівся з міномету) — повідомили в ОК "Північ". Втрат серед військових не було. Інформація щодо загиблих чи поранених серед місцевого населення та про пошкодження цивільної інфраструктури не надходила. Близько 22 години армія РФ знову відкрила артилерійський вогонь по території Шалигинської громади. Постраждалих і руйнувань цивільної інфраструктури не було, повідомив Дмитро Живицький, голова Сумської ОВА.

#### 11 червня
Ближче до першої години ночі з 10 на 11 червня росіяни 8 разів вдарили з міномета по території Шалигинської громади. За інформацією голови Сумської ОВА Дмитра Живицького жертв та руйнувань не було.

#### 15 червня
О пів на восьму ранку армія РФ відкрила мінометний вогонь по території Шалигинської громади. Було 8 влучань. Жертв та руйнувань не було, повідомив Дмитро Живицький, голова Сумської ОВА. Через годину (о пів на восьму ) поблизу одного з населених пунктів Шалигинської громади російські військові, намагаючись знищити автомобіль, відкрили вогонь з гранатомету – 2 постріли. Жертв також не було.

#### 16 червня
Близько 13 години, з боку села Городище Курської області був вогонь з реактивних систем залпового вогню. Це село прилягає до території села Катеринівка Шалигинської селищної громади. Внаслідок цього був пошкоджений сільгоспоб'єкт на Сумщині, повідомили в Державній прикордонній службі України..

#### 22 червня
Після 17 години росіяни відкрили вогонь з реактивної артилерії по території Шалигинської громади. Усього було 30 влучань, повідомив голова Сумської ОВА Дмитро Живицький.

#### 26 червня
Близько 08:30 ранку військові ЗС РФ відкрили мінометний вогонь по Шалигінській громаді, було 14 вибухів, повідомили у військовій адміністрації Сумщини. Інформації щодо постраждалих та руйнувань не було. Також протягом дня російські військові й далі обстріляли територію цієї громади. "Вели вогонь зі ствольної та реактивної артилерії. Випускали некеровані ракети з гелікоптерів. Загалом, за сьогодні росіяни випустили понад 150 снарядів та мін", – повідомив Дмитро Живицький.
Близько 22 години вечора росіяни вздовж кордону обстрілювали території Шалигинської громади з автоматичної зброї. Жертв та руйнувань не було, повідомив голова Сумської ОВА Дмитро Живицький..

#### 27 червня
Вдень військові ЗС РФ вели обстріли території громади зі стрілецької зброї та мінометів поблизу с. Старикового Шалигинської громади.

#### 1 липня
У ніч з 30 червня на 1 липня військові ЗС РФ, за інформацією Генштабу ЗСУ, здійснили артилерійські обстріли в районі села Старикове Шалигинської селищної громади. 64-річна жінка під час російського обстрілу отримала осколкове поранення, повідомив Дмитро Живицький, голова Сумської ОВА. Вона близько 9 години ранку саме працювала на городі, коли почався обстріл.

#### 2 липня
Після 8 години ранку військові ЗС РФ відкрили вогонь з мінометів по Шалигинській громаді. Всього було 12 пострілів, повідомили у Східному регіональному управлінні ДПСУ. Майже о 21 годині вечора мінометний обстріл знову повторився. Спостерігачі зафіксували 14 влучань по селу Старикове. Жертв та руйнувань інфраструктури не було, повідомив голова Сумської ОВА Дмитро Живицький. За інформацією Поліції Сумської області за даними фактами відкрито кримінальні провадження за ст. 438 (порушення законів і звичаїв війни) Кримінального кодексу України.

#### 3 липня
З 7 години ранку росіяни обстріляли Шалигинську громаду з мінометного вогню. Були 10 влучань. За інформацією голови Сумської ОВА Дмитра Живицького жертв та руйнувань не було. Згідно із зведенням Генерального штабу ЗСУ обстріляли із артилерії та мінометів район прикордонного села Бачівськ.

#### 4 липня
Після 8 ранку з території РФ з мінометів обстріляли Шалигинську громаду, усього було 10 влучань. Жертв та руйнувань не було повідомив голова Сумської ОВА Дмитро Живицький.

#### 5 липня
У ніч з 4 на 5 липня росіяни обстріляли території громади з мінометів та САУ, повідомив голова Сумської ОВА Дмитро Живицький. Опівдні у Шалигінській громаді було ще три влучання. Через три години вже втретє за добу — 15 влучань з міномета. Майже о 20 годині вечора безпілотники скинули вибухівки над Шалигінською громадою.

#### 6 липня
Військові РФ у ніч з 5 на 6 липня обстрілювали позиції українських військ в районі селища Шалигине. За повідомленням у ранковому зведенні Генерального штабу ЗСУ ворог восконалював інженерне обладнання передових позицій в прикордонних районах.

#### 7 липня
Близько 15 години росіяни обстріляли з кулеметів та автоматичного гранатомету околиці села Старикове, повідомив голова Сумської ОВА Дмитро Живицький. Постраждалих та руйнувань не було. Після 23 години, вдруге за добу, росіяни відкрили вогонь зі стрілецької зброї на покордонні Шалигинської громади. Постраждалих та руйнувань не було. Про це повідомив голова Сумської ОВА Дмитро Живицький. Також за інформацією Поліції Сумської області обстріл здійснювався з САУ та АГС. За даними фактами слідчі відкрили кримінальні провадження за ст. 438 Кримінального кодексу України «Порушення законів та звичаїв війни». Загалом за добу територія громади росіянами обстрілювалася п’ять разів. Зафіксовано ведення вогню зі стрілецької зброї та більше 40 вибухів боєприпасів зі ствольної артилерії та мінометів, повідомили в Державній прикордонній службі України.

#### 9 липня
Майже опівдні росіяни шість разів стріляли із реактивних систем залпового вогню по території Шалигинської селищної громади. У той же часовий проміжок було випущено дві ракети з літака, який не перетинав державний кордон. Ввечері (вже втретє за добу), о пів на сьому росіяни так само випустили ще 12 ракет. Після цього відкрили вогонь із реактивних систем залпового вогню: 24 влучання, повідомив голова Сумської ОВА Дмитро Живицький. За інформацією Сумської військової адміністрації, приблизно о 21.30 9 липня по Шалигинській громаді російські військові випустили 6 кулеметних пострілів зі сторони РФ.

#### 10 липня
Зранку 10 липня російські військові відкрили мінометний вогонь по території Шалигинської селищної громади: зафіксовано 25 вибухів, пізніше ще 20 вибухів у іншому населеному пункті цієї ж громади. Потім військові РФ випустили 4 кулеметні черги та 4 з автоматичного гранатомету. Інформації про постраждалих та руйнування не було, — зазначив Дмитро Живицький. Армія РФ, за інформацією Генерального штабу ЗСУ, застосовувала ствольну та реактивну артилерію для обстрілів району села Вовківка.

#### 11 липня
За повідомленням голови Сумської ОВА Дмитра Живицького, після обстрілів території Шалигинської громади о 7:30 решта дня в області була спокійною.

#### 12 липня
Росіяни зі своєї території обстрілювали територію села Вовківка. Травмованих людей не було, але були руйнування цивільної будівлі, повідомили у Сумській обласній військовій адміністрації.

#### 13 липня
Після 14 години обстріляли територію Шалигінської громади. Було зафіксовано 6 мінометних вибухів. Постраждалих та руйнувань не було, — повідомили у Сумській військовій адміністрації.

#### 14 липня
з мінометів калібру 120 мм з боку російського села Козино випустили 9 мін по території села Старикове Шалигінської громади. Про це повідомили у Telegram-каналі Поліції Сумської області. Також обстріли підтвердили на сторінці у Facebook Східного регіонального управлінні ДПСУ. За даними фактами відкриті кримінально провадження за ст. 438 Кримінального кодексу України «Порушення законів та звичаїв війни». Поліція документує наслідки обстрілів. Унаслідок обстрілів жертв не було.

#### 15 липня
Після сьомої ранку 15 липня російські військові п'ять разів обстріляли з мінометів територію громади, повідомили в Сумській військовій адміністрації. Жертв та руйнувань не було. З опів на дев'яту обстріли знову відновилися: було ще 10 влучань. Після десятої ранку було ще 10 мінометних влучань - втретє за ранок.

#### 16 липня
Ближче до обіду відбувся артосбтріл Шалигінської громади, повідомив голова Сумської ОВА Дмитро Живицький. Повторно по Шалигінській громаді росіяни стріляли зі ствольної артилерії близько 14.30. Ввечері зафіксували вже третій за день обстріл: військові РФ декілька разів відкривав вогонь зі стрілецької зброї. Також цю інформацію про обстріл селища Шалигине, а також сіл Катеринівка, Соснівка та Старикове підтвердили в ДПСУ та в Нацполіції Сумщини. За даними фактами у поліції відкрито кримінальні провадження за ст. 110 "Посягання на територіальну цілісність і недоторканність України" та ст. 438 "Порушення законів та звичаїв війни" Кримінального кодексу України.

#### 17 липня
Після вісімнадцятої години почався артобстріл села Вовківка зі ствольної артилерії. За інформацією голови Сумської ОВА Дмитра Живицького було зафіксовано 26 пострілів по території Шалигінської громади. Цю інформацію також підтвердили в Нацполіції Сумської області. Вдруге за день стріляли 120 мм мінометами та САУ. Всього за день було зафіксовано 34 вибухи. Обійшлося без жертв.

#### 18 липня
Після 5 години ранку відбувся обстріл Шалигинської громади - 8 влучань, повідомив голова Сумської обласної військової адміністрації Дмитро Живицький. Внаслідок обстрілів постраждалих не було. За інформацією Східного регіонального управління ДПСУ, на усіх напрямках військові РФ застосовують БпЛА та засоби радіоелектронної боротьби.

#### 20 липня
По Шалигинській громаді о 10 годині ранку росіяни пустили дві черги по 4 вистріли з гранатомета. Після 11.00 вдарили з "Градів": понад 30 вибухів. В результаті обстрілів були пошкоджені приміщення Шалигинського лісництва, згоріли два службові автомобілі, повідомив голова Сумської ОВА Дмитро Живицький. Одного місцевого мешканця поранило осколком боєприпасу, чоловіка було госпіталізовано до Глухівської міської лікарні.

#### 21 липня
О 19 годині почався вогонь з мінометів та артилерії по території Шалигинського заказника, - повідомив голова Сумської ОВА Дмитро Живицький.

#### 22 липня
Після 14 години по території громади було зафіксовано 5 влучань з артилерії зі сторони РФ. Жертв та руйнувань не було, повідомив голова Сумської ОВА Дмитро Живицький.

## 2023

#### 16 січня
По Шалигінській громаді ворог відкривав вогонь зі стрілецької зброї. Зафіксовано 7 черг.

#### 25 лютого
Шалигинська громада: об 11.40 російські армійці били з артилерії − 8 «прильотів», а близько 12 години − з мінометів (зафіксовано 10 прильотів).

#### 3 березня
Шалигинська громада: о 09:25 війська РФ обстрілювали ймовірно з мінометів с. Старікове − 5 прильотів. Внаслідок обстрілу загинув місцевий мешканець. В населеному пункті пошкоджено лінію електропередач. А о 15:50 був обстріл з міномету по с. Ходине − 15 прильотів. Пошкоджено 3 житлових будинки.

#### 22 листопада
"Протягом дня зафіксовано 17 обстрілів прикордонних територій та населених пунктів Сумської області. Зафіксовано 54 вибухи. Обстрілу зазнали Краснопільська, Юнаківська, Великописарівська, Білопільська, Новослобідська, Путивльська, Глухівська, Шалигинська, Знобсько-Новгородська, Есманьська, Середино-Будська громади", - зазначається в повідомленні Сумської ОВА. Зокрема, росіяни обстріляли з мінометів громади: Краснопільську (5 вибухів), Есманьську (18 вибухів), Середино-Будську (3 вибухи), Глухівську (1 вибух), Шалигинську (1 вибух), Новослобідську (1 вибух), Путивльську (6 мін), Зноб-Новгородську (5 вибухів).

#### 23 листопада
За даними Сумської ОВА, росіяни обстріляли з мінометів громади: Краснопільську (23 вибухи), Зноб-Новгородську (10 вибухів), Шалигінську (7 вибухів), Великописарівську (4 вибухи), Хотінську (2 міни). Також громаду ворог обстріляв з артилерії (2 вибухи).

#### 11 жовтня
Зноб-Новгородську та Шалигинську громади обстріляли з мінометів та артилерії.

#### 07 грудня
З артилерії ворог ударив по Шалигинській (4 вибухи) і Миколаївській громадах (3 вибухи).

## 2024

##### 1 січня
З 1 січня Шалигинська та Есманьська громади знову отримали статус територій, де ведуться бойові дії.

##### 30 січня
По Шалигинській ворог бив із гранатометів (СПГ) (1 вибух).

##### 19 лютого
На Шалигинську громаду з ворожого БПЛА (коптерного типу) росіяни скинули 2 гранати (Ф-1). Також були артобстріли (35 вибухів).

##### 26 лютого
По Шалигинській громаді були обстріли зі ствольної артилерії (21 вибух) та мінометів (4 вибухи).

##### 10 березня
По Шалигинській громаді росіяни били з артилерії (11 вибухів).

##### 15 березня
По території Шалигинської громади армія РФ вдарила з мінометів (23 вибухи) та ствольної артилерії (26 вибухів). Також відбулося скидання з БпЛА вибухового пристрою (4 вибухи).

##### 16 березня
З артилерії (8 вибухів) і мінометів (10 вибухів) окупанти обстріляли Шалигинську громаду.

##### 18 березня
Протягом дня росіяни здійснили 50 обстрілів прикордонних територій та населених пунктів Сумської області. Зафіксовано 214 вибухів. Обстрілу зазнали Миколаївська, Миропільська, Юнаківська, Хотінська, Білопільська, Краснопільська, Великописарівська, Конотопська, Шалигинська, Есманська, Середино-Будська громади", - зазначено в повідомленні Сумської ОВА. Війська РФ здійснювали обстріли з артилерії, мінометів, авіації, танків і дронів-камікадзе типу "FPV".

##### 22 березня
Шалигинська громада, були обстріли з артилерії (7 вибухів) і міномета (13 вибухів).

##### 23 березня
На Шалигинську окупанти скинули 3 міни.

##### 26 березня
Шалигинська громада: ворог вдарив з мінометів (5 вибухів).

##### 27 березня
Шалигинська громада: зафіксовано мінометні обстріли (28 вибухів).

##### 28 березня
По Шалигинській громаді ворог гатив з артилерії (14 вибухів) і мінометів (2 вибухи)

##### 30 березня
Шалигинська громада: ворог бив з артилерії (4 вибухи) та мінометів (11 вибухів).

##### 31 березня
По Шалигинській громаді відбувся обстріл БпЛА (FPV-дрон). (2 вибухи), зафіксовано мінометні обстріли (9 вибухів).

##### 1 квітня
2 міни скинули росіяни на територію Шалигинської громади.

##### 2 квітня
У Шалигинській громаді були мінометні обстріли (9 вибухів).

##### 5 квітня
2 міни скинув ворог на територію громади. Також були артобстріли (21 вибух).

##### 6 квітня
Були артилерійські обстріли (10 вибухів).

##### 7 квітня
Мінометних обстрілів зазнали Шалигинська (4 вибухи), Зноб-Новгородська (5 вибухів) і Путивльська (3 міни) громади.

##### 8 квітня
Вночі російські війська здійснили обстріл Шалигинської громади. Зафіксовано 10 вибухів з мінометів.

##### 10 квітня
Були артилерійський обстріл (3 вибухи) та мінометний обстріл (3 вибухи).

##### 11 квітня
Здійснено обстріл зі ствольної артилерії (8 вибухів).

##### 13 квітня
Ворог бив з мінометів (3 вибухи).

##### 16 квітня
Росіяни били по території громади з артилерії (7 вибухів) та мінометів (5 вибухів).

##### 20 квітня
Були артилерійські обстріли (8 вибухів), обстріли з РСЗВ (8 вибухів) та міномету (1 вибух).

##### 23 квітня
Ворог бив з РСЗВ (37 вибухів). Внаслідок обстрілу тілесні ушкодження отримали 2  особи. Також відбулася атака ворожого дрону типу «FPV» (1 вибух). За процесуального керівництва Шосткинської окружної прокуратури проводиться досудове розслідування за фактом порушення законів та звичаїв війни (ч. 1 ст. 438 КК України). Унаслідок атаки ворога пошкоджено два приватні домоволодіння. Дві жінки, яким 72 та 45 років, отримали поранення та були госпіталізовані. Прокурори у взаємодії з іншими правоохоронцями фіксують наслідки обстрілу. Матеріали кримінального провадження в подальшому будуть передані УСБУ в Сумській області.

##### 25 квітня
Шалигинську ОТГ росіяни атакували зі ствольної артилерії (20 вибухів).

##### 26 квітня
Шалигинська громада: був артобстріл (4 вибухи).

##### 28 квітня
11 мін скинули росіяни на територію громади.

##### 30 квітня
Росіяни вдарили по громаді зі ствольної артилерії (20 вибухів), мінометів (11 вибухів) та з РСЗВ Град (15 вибухів).

##### 1 травня
Ворог вдарив по терені громади з артилерії (10 вибухів) та здійснив обстріл з автоматичної зброї.

##### 4 травня
3 міни скинули росіяни на територію громади. Також були обстріли з РСЗВ (8 вибухів) та ствольної артилерії (7 вибухів).

##### 8 травня
Ворог наніс авіаудар КАБ (2 вибухи) та здійснив кулеметний обстріл.

##### 9 травня
Шалигинська громада: зафіксовано атаку FPV дронами (2 вибухи).

##### 10 травня
Ворог наніс удари FPV дроном (4 вибухи).

##### 11 травня
Зафіксовано мінометні обстріли (8 вибухів).

##### 12 травня
По Шалигинській громаді зафіксовано обстріл з мінометів (14 вибухів).

##### 13 травня
Ворожі дрони типу «FPV» здійснили атаку (3 вибухи). Також зафіксовано обстріли з ствольної артилерії (11 вибухів).

##### 14 травня
Відбулися скидання з БпЛА квадрокоптерного типу вибухового пристрою (1 вибух) та обстріл зі ствольної артилерії (12 вибухів).

##### 15 травня
10 мін скинув ворог на території громади. Також був артобстріл. Зафіксовано 7 вибухів.

##### 16 травня
"Протягом дня росіяни здійснили 32 обстріли прикордонних територій та населених пунктів Сумської області. Зафіксовано 166 вибухів. Обстрілу зазнали Білопільська, Краснопільська, Великописарівська, Новослобідська, Глухівська, Есманьська, Шалигинська, Дружбівська, Середино-Будська, Зноб-Новгородська громади", - ідеться в повідомленні Сумської ОВА.

##### 17 травня
"Протягом дня росіяни здійснили 44 обстріли прикордонних територій і населених пунктів Сумської області. Зафіксовано 183 вибухи. Обстрілу зазнали Хотинська, Юнаківська, Білопільська, Миропільська, Краснопільська, Великописарівська, Новослобідська, Есманьська, Шалигинська, Середино-Будська громади", - зазначається в повідомленні Сумської обласної військової адміністрації.

##### 18 травня
"Протягом дня росіяни здійснили 46 обстрілів прикордонних територій та населених пунктів Сумської області. Зафіксовано 284 вибухи. Обстрілу зазнали Миколаївська, Хотінська, Юнаківська, Білопільська, Краснопільська, Великописарівська, Новослобідська, Есманьська, Шалигинська, Середино-Будська громади", - йдеться в повідомленні Сумської обласної військової адміністрації.

##### 20 травня
Протягом дня російські війська здійснили 48 обстріли прикордонних територій та населених пунктів Сумської області. Зафіксовано 243 вибухи. Обстрілів зазнали Садівська, Миколаївська, Хотінська, Юнаківська, Білопільська, Краснопільська, Миропільська, Великописарівська, Путивльська, Есманьська, Шалигинська, Середино-Будська, Свеська, Зноб-Новгородська громади, повідомляє Сумської обласна військова адміністрація.

##### 21 травня
росіяни били по терені громади з РСЗВ «Град» (19 вибухів), артилерії (7 вибухів), мінометів (7 вибухів). Також був обстріл зі стрілецької зброї.

##### 24 травня
По громаді зафіксовано артилерійський обстріл (5 вибухів).

##### 25 травня
10 мін скинули росіяни на територію громади. Також був артобстріл (8 вибухів).

##### 27 травня
5 міни скинув ворог на територію громади та наніс артилерійські обстріли (7 вибухів).

##### 29 травня
14 мін скинув ворог на територію громади.

##### 2 червня
Завдано удар по громаді з використанням БпЛА (FPV-дрон) (2 вибухи).

##### 4 червня
По громаді здійснено артилерійські обстріли (3 вибухи).

#### 7 червня
Зранку завдано атаку FPV дроном (1 вибух) та мінометні обстріли (10 вибухів). Вдень зафіксовано мінометні (4 вибухи) та артилерійські (11 вибухів) обстріли.

#### 8 червня
Вночі зафіксовано мінометні (2 вибухи), артилерійські (6 вибухів) обстріли та удар БПЛА типу «Шахед» (4 вибухи). Вдень завдано артилерійські обстріли (2 вибухи) та атака FPV дроном (1 вибух).

#### 11 червня
"Протягом дня росіяни здійснили 15 обстрілів прикордонних територій та населених пунктів Сумської області. Зафіксовано 39 вибухів. Обстріли зазнали Хотінська, Миропільська, Білопільська, Краснопільська, Великописарівська, Новослобідська, Шалигінська громади", - зазначається в повідомленні Сумської ОВА.

#### 14 червня
За добу одну людину загинули та ще семеро поранено внаслідок обстрілів восьми прикордонних громад Сумської області, повідомляє Сумська обласна військова адміністрація станом на 21:00 п'ятниці. "Протягом дня росіяни здійснили 19 обстрілів прикордонних територій та населених пунктів Сумської області. Зафіксовано 38 вибухів. Обстріли зазнали Хотінська, Юнаківська, Миропільська, Краснопільська, Великописарівська, Шалигінська, Есманьська, Шосткинська громади", - зазначається в повідомленні.

#### 20 червня
2 міни скинули росіяни на територію громади.

#### 21 червня
росіяни вдарили по громаді зі ствольної артилерії ( вибухів) та РСЗВ (25 вибухів).

#### 22 червня
6 мін скинули росіяни на територію громади.

#### 24 червня
Ворог бив по громаді з мінометів (5 вибухів).

#### 25 червня
4 міни скинув ворог на територію громади та здійснив обстріл з крупнокаліберного кулемета.

#### 28 червня
Був артилерійський обстріл громади (2 вибухи).

#### 30 червня
8 мін скинули росіяни на територію громади.

#### 1 липня
Ворог бив по громаді зі ствольної артилерії (6 вибухів).

#### 4 липня
4 міни скинули росіяни на територію громади.

#### 5 липня
По громаді здійснено удар FPV дронами (3 вибухи).

#### 7 липня
Був мінометний обстріл громади. Зафіксовано 4 вибухи.

#### 9 липня
6 мін скинули росіяни на територію громади та нанесли удар FPV-дроном (1 вибух).

#### 10 липня
12 мін скинули росіяни на територію громади.

#### 13 липня
13 мін скинули росіяни на територію громади.

#### 17 липня
Ворог бив по громаді з мінометів (5 вибухів). Здійснено обстріли з використанням FPV-дронів (7 вибухів).

#### 18 липня
росіяни вдарили з РСЗВ (15 вибухів).

#### 19 липня
Ворог бив по громаді з мінометів (3 вибухи).

#### 21 липня
Здійснено обстріли з використанням FPV-дронів (6 вибухів).

#### 24 липня
Були обстріли громади з території рф з використанням FPV дронів (3 вибухи).

#### 25 липня
3 міни скинули росіяни на територію громади.

#### 26 липня
Був обстріл селища Шалигине з мінометів 120 мм (3 вибухи).

#### 27 липня
Ворог бив по населеним пунктам громади. Було три вибухи по селищу Шалигине, ймовірно, зі ствольної артилеріі 122 мм. Ще два вибухи, ймовірно, з міномету 82 мм - по с. Старикове.

#### 28 липня
Ворог ударив по с. Ходине, ймовірно, із ФПВ-дрона (1 вибух).

#### 29 липня
Громада зазнала атаки FPV дронами (3 вибухи). Також відбулося скидання вибухового пристрою з БпЛА (1 вибух) по с. Ходине.

#### 31 липня
росіяни вдарили з 120-мм мінометів (2 вибухи по с. Старикове) та скинули з БПЛА вибухові пристрої (2 вибухи по с. Ходине).

#### 1 серпня
10 мін скинули росіяни на територію громади.

#### 2 серпня
Ворог вдарив по громаді з артилерії (6 вибухів).

#### 3 серпня
Були артилерійські обстріли громади (10 вибухів).

#### 6 серпня
Ворог обстріляв із 120-мм мінометів два села: Вовківку (4 вибухи) та сусіднє Ходине (2 вибухи).

#### 7 серпня
Ворог з території рф ударив КАБом по селищу Шалигине (1 вибух).

#### 9 серпня
росіяни здійснили два авіаудари шістьма КАБами по с. Соснівці (по Глухівщині - 12 бомб). За словами начальника Сумської ОВА Володимира Артюха протягом 9 серпня росіяни на Сумщині вперше використали нові бомби - універсальні міжвидові плануючі боєприпаси, певний гібрид між бомбою та ракетою: "Раніше це були прості КАБи, які планували й завдавали ударів по населених пунктах та об'єктах інфраструктури, зараз з'явилися нові плануючі боєприпаси. Вони такі ж, як і КАБи, але мають двигун. Ця бомба летить значно далі, у два рази, і точніше». Із 24 авіабомб, випущених вдень 9 серпня по території Сумської області нових бомб було – 11.

#### 11 серпня
По с. Вовківка ворогом було здійснено авіаудар трьома КАБами (загалом, по території Глухівщини з рф було вдарено 12 КАБами)

#### 13 серпня
Ворог знову обстріляв с. Вовківку, ймовірно, з 120-мм міномету (1 вибух).

#### 14 серпня
Ворог активно обстрілював село Старикове: двічі завдано ударів FPV дронами (6 вибухів) та скинуто шість мін із 120-мм міномету.

#### 16 серпня
Ворожа авіація скинула два КАБи на с. Старикове. Також 5 мінами з 120-мм міномета ворог скинув на територію с. Вовківка. Загалом на територію колишньої Глухівщини ворог скинув 15 КАБів - із 21 - по області.

#### 17 серпня
Ворог здійснив декілька авіаударів КАБами (11 вибухів із 14 по території Глухівщини) по трьох населених пунктах громади. По 5 КАБів  ворожа авіація випустила по Шалигиному та Стариково (кожного разу по два обстріли), ще 1 КАБ скинули на Соснівку. Крім того, на це село скинули дві міни з 120-мм міномету та, ймовірно, ФПВ-дрон (1 вибух). У Вовківці було скидання ВОГ з БпЛА (2 вибухи).

#### 18 серпня
Ворог бив по селищу Шалигине з 122-мм ствольної артилерії (10 вибухів), а також здійснив 8 обстрілів (18 вибухів) FPV дронами. В результаті обстрілів у селищі було пошкоджено приватний будинок.

#### 19 серпня
9 мін із 120-мм міномета скинув ворог на територію громади: с. Ходине (8 вибухів) та с. Вовківка (1 вибух). Також росіяни здійснили авіаудар трьома КАБами по  селищу Шалигине. Багато було обстрілів FPV-дронами: Шалигине (8 вибухів), Ходине (2 вибухи) та Вовківка (1 вибух). В результаті обстрілу в селищі Шалигине знищено приватний будинок, пошкоджено будівлю соціальної інфраструктури та приватний будинок.

#### 20 серпня
По с. Старикове ворожа авіація вдарила двома КАБами. Також по громаді було здійснено 8 обстрілів FPV-дронами (16 вибухів). Найбільше постраждало селише Шалигине - внаслідок шести обстрілів ФПВ-дронами (12 вибухів) було поранено одну цивільну особу, пошкоджено приватний будинок та два транспортні засоби. Ще три вибухи унаслідок ураження ФПВ-дронами було в с. Старикове та 1 вибух у с. Ходине. 14 мін ворог скинув по с. Старикове із 120-мм міномету.

#### 21 серпня
Зафіксовано ворожі авіаудари шістьма КАБами (по три - у Черневому та Стариковому), а також три обстріли FPV-дронами (18 вибухів) у селищі Шалигине, куди прилетіло 12 снарядів з РСЗВ. У результаті обстрілу близько 16:00 в селищі було пошкоджено приватний будинок та територію Шалигинського лісництва Шосткинської філії ДП "Ліси України" - загорілася дерев'яна споруда та гараж. Лісівники власними силами локалізували пожежу.

#### 22 серпня
Протягом доби Шалигинська громада постраждала від ворожих обстрілів з рф. Зокрема, станом на 05:00 23 серпня 2024 року, за інформацією ОК "Північ", по громаді здійснено удари FPV-дронами. По 4 вибухи було в селах Ходине та Вовківці.

### 23 серпня
Ворожою авіацією було скинуто три КАБи на с. Старикове – 3 вибухи. Унаслідок обстрілів селища Шалигине (6 обстрілів ФПВ-дронами (7 вибухів) та 2 міни із 120-мм міномету) близько 16:00 було поранено осколками в ногу 74-річного чоловіка та пошкоджено три приватні будинки. Крім того, із 120-мм міномету росіяни скинули дві міни на с. Гудове, а також скинули по одному ФПВ-дрону на Ходине та Старикове.

### 24 серпня
Зафіксовано обстріли FPV-дронами (4 вибухи), мінометний обстріл (2 вибухи).

### 26 серпня
Ворог бив по громаді з міномета (7 вибухів).

### 29 серпня
росіяни били по громаді з міномета (11 вибухів).

### 30 серпня
Зафіксовано пуск авіабомб КАБ (5 вибухів), по громаді вдарили FPV- дроном (6 вибухів).

### 31 серпня
Російські окупаційні війська за добу випустили понад півсотні мін та снарядів по території трьох громад Сумської області. Про це повідомив керівник ОВА Сумщини Дмитро Живицький. Згідно зі словами Живицького, російська армія обстрілювала Білопільську та Шалигінську громади з мінометів. По території Краснопільської громади гатили зі ствольної артилерії. «Після 15 години у Білопільській громаді був мінометний обстріл, 28 приходів. У той же час росіяни 8 мін випустили по Шалигинській громаді. О 18 годині у Краснопільській громаді було 15 прильотів із ствольної артилерії», - йдеться у повідомленні.

### 2 вересня
Зафіксовано мінометний обстріл (6 вибухів), удар FPV-дроном (1 вибух).

### 8 вересня
За інформацією ОК "Північ" ворог здійснив 37 вибухів із РСЗВ по селу Сваркове. Також армія рф сім разів обстрілювала села громади із ФПВ-дронів: чотири рази (4 вибухи) селище Шалигине, двічі (2 вибухи) скло Соснівка та один раз прикордонну Вовківку.